# Kane Richmond
Kane Richmond (* 23. Dezember 1906 in Minneapolis, Minnesota als Frederick William Bowditch; † 22. März 1973 in Corona del Mar, Kalifornien) war ein US-amerikanischer Schauspieler.

## Leben
Kane Richmond wurde 1906 in Minneapolis, im US-Bundesstaat Minnesota als Sohn von Pearlie Watkins Bowditch und Mary Elizabeth (Waters) Bowditch geboren.
Er besuchte das St. Thomas College und die University of Minnesota. Ende der 1920er Jahre zog er nach Hollywood, um eine Karriere als Schauspieler zu verfolgen. Bevor Richmond (damals noch als Fred Bowditch bekannt) Schauspieler wurde, war er als Filmverkäufer tätig. Sein schauspielerisches Schaffen bis zuletzt 1948 umfasst mehr als 100 Produktionen.
Richmond war ab 1934 mit Marion Burns verheiratet. Sie hatten zwei Kinder. Richmond lebte zum Zeitpunkt seines Todes im Alter von 66 Jahren in Corona Del Mar, Kalifornien. Er wurde auf dem Holy Cross Cemetery in Culver City, Kalifornien beerdigt.

## Filmografie
- 1929: Trial Marriage
- 1929: Song of Love
- 1929: Their Own Desire
- 1930: The Ship from Shanghai
- 1930: For the Defense
- 1930: Good News
- 1930: The Leather Pushers
- 1931: Strangers May Kiss
- 1931: Stepping Out
- 1931: Politics
- 1931: Cavalier of the West
- 1931: West of Broadway
- 1932: Flirt (Huddle)
- 1933: Let's Fall in Love
- 1934: Caravan
- 1934: Devil Tiger
- 1934: Coming Out Party
- 1934: Voice in the Night
- 1934: The Crime of Helen Stanley
- 1934: Private Scandal
- 1934: I Can't Escape
- 1934: The Age of Innocence
- 1934: Death on the Diamond
- 1934: Heirate nie beim ersten Mal (Forsaking All Others)
- 1935: The Lost City
- 1935: Circus Shadows
- 1935: The Adventures of Rex and Rinty
- 1935: Confidential
- 1935: The Silent Code
- 1935: Forced Landing
- 1935: Thunderbolt
- 1936: The Reckless Way
- 1936: The Country Doctor
- 1936: Private Number
- 1936: Born to Fight
- 1936: Racing Blood
- 1936: With Love and Kisses
- 1936: Headline Crasher
- 1936: Robin Hood, Jr.
- 1937: The Devil Diamond
- 1937: Nancy Steele Is Missing!
- 1937: Tough to Handle
- 1937: Anything for a Thrill
- 1937: Young Dynamite
- 1938: Flash Gordon’s Trip to Mars
- 1938: Letter of Introduction
- 1938: I Am the Law
- 1938: Three Loves Has Nancy
- 1938: Boys Town
- 1938: The Affairs of Annabel
- 1938: Juvenile Court
- 1938: The Little Adventuress
- 1939: Tail Spin
- 1939: Winner Take All
- 1939: The Return of the Cisco Kid
- 1939: Charlie Chan in Reno
- 1939: Chicken Wagon Family
- 1939: The Escape
- 1939: 20,000 Men a Year
- 1940: Charlie Chan in Panama
- 1940: Sailor's Lady
- 1940: Knute Rockne All American
- 1940: Murder Over New York
- 1941: Play Girl
- 1941: Double Cross
- 1941: Mountain Moonlight
- 1941: Riders of the Purple Sage
- 1941:  Laurel und Hardy: Schrecken der Kompanie (Great Guns)
- 1941: Hard Guy
- 1942: The Bugle Sounds
- 1942: A Gentleman at Heart
- 1942: Spy Smasher
- 1943:  Einsatz im Nordatlantik (Action in the North Atlantic)
- 1943: There's Something About a Soldier
- 1943: Three Russian Girls
- 1944: Ladies Courageous
- 1944: Bermuda Mystery
- 1944: Roger Touhy, Gangster
- 1944: Haunted Harbor
- 1945: Brenda Starr, Reporter
- 1945: Jungle Raiders
- 1945: The Tiger Woman
- 1945: Black Market Babies
- 1946: The Shadow Returns
- 1946: Passkey to Danger
- 1946: Behind the Mask
- 1946: Don't Gamble with Strangers
- 1946: Traffic in Crime
- 1946: The Missing Lady
- 1947: Black Gold
- 1947: Brick Bradford
- 1948: Stage Struck